# La monstrua desnuda
La monstrua desnuda es un cuadro del pintor español Juan Carreño de Miranda, fechado hacia 1680. Expuesto en el Museo del Prado, representa a la niña Eugenia Martínez Vallejo, llamada «la Monstrua», desnuda y con motivos alegóricos para representar a Baco. Existe un cuadro pareja de este en el que la niña está vestida, llamado La monstrua vestida.